# Kevin Richardson (naturalista)
Kevin Richardson (8 de octubre de 1974), conocido como "El Encantador de Leones" ("The Lion Whisperer" en inglés) es un cuidador de animales sudafricano que observa a los animales africanos a través de un peculiar método de interacción con ellos, que ha desarrollado gracias a su extraordinaria capacidad para entender el comportamiento de estos animales y su lenguaje corporal, lo que le permite prever sus reacciones y establecer con ellos vínculos estrechos. Ha ganado su popularidad a través de programas de televisión y plataformas como You Tube.

## Primeros años
Nacido en Johannesburgo (Sudáfrica), pasó su infancia en el barrio de Orange Grove.  Su madre, Patricia, trabajaba para Barclays Bank, y su padre para una compañía farmacéutica. Kevin Richardson es el menor de cuatro hermanos. Su padre murió cuando Richardson tenía 13 años. Con dieciséis años conoció a Stan Schmidt y comenzó su carrera como etólogo autodidacta."

## Carrera
Richardson estudió zoología, pero pensó que nunca llegaría a vivir de eso, aunque lo mantendría como hobby, y realizó los estudios de fisioterapia. A los 23 años, le surgió la oportunidad de trabajar en una reserva natural de Johannesburgo a tiempo parcial y no la desperdició. Comenzó cuidando de dos cachorros de león, con los que una vez crecidos sigue manteniendo un vínculo muy especial.
Se dedica también al estudio del comportamiento de las hienas manchadas. Para ello, ha logrado integrarse en una manada, pasando a desempeñar él la función de figura "alfa".  

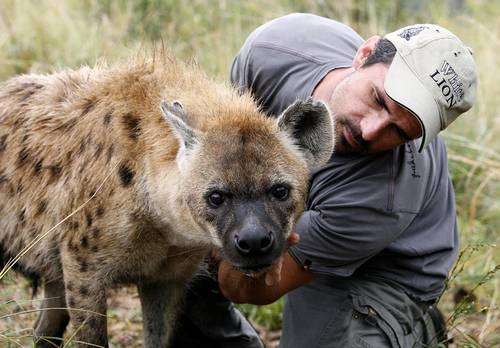
Kevin Richardson con una hiena manchada

Richardson y su equipo han brindado la oportunidad a la industria del cine y la publicidad de obtener valiosas tomas de sus animales, y se dedican también a rodar documentales. Desarrollan además un programa de voluntariado en el parque.
También ha sido controvertido por la explotación a la que somete a sus animales.

## Obra

### Algunas publicaciones
| Título                                                  | Minutos/Páginas            | Características  | Produjo/Publicó             | Fecha de lanzamiento      |
| ------------------------------------------------------- | -------------------------- | ---------------- | --------------------------- | ------------------------- |
| Dangerous Companions                                    | 52 min                     | Leones           | No conocido                 | 2005                      |
| Growing Up Hyena                                        | Parte de Growing Up Series | Hienas manchadas | Animal Planet               | 5 de agosto de 2008 (DVD) |
| In Search of a Legend                                   | 52 min                     | Leopardos negros | Graham Wallington           | No c.                     |
| White Lion: Home is a Journey                           | 88 min                     | White lion       | Peru Productions            | 19 de febrero de 2010     |
| Part of the Pride: My Life Among the Big Cats of Africa | 256 p.                     | Kevin Richardson | St. Martin's Press          | 1 de septiembre de 2009   |
| Lights, Camera, Lions!                                  | 52 min                     | Leones           | Nationwide Distributors     | 2010                      |
| The Lion Ranger Series                                  | 3 x 60 min                 | Varios           | Renegade Productions        | marzo de 2010             |
| Lions on the Move                                       | 2 x 53 min + 1 x 90 min    | Varios           | Terra Mater Factual Studios | 2012                      |
| African Safari 3D                                       | 1 h 25 min                 | Varios           | StudioCanal                 | 2013                      |
| GoPro: Lions - The New Endangered Species?              | 14 min                     | Leones, hienas   | GoPro                       | noviembre de 2013         |
| Killer IQ – Lion vs Hyena                               | 2 x 46 min                 | Leones, hienas   | Smithsonian Channel         | 2014                      |
| Wild Cats 3D                                            | 39 min                     | Varios           | nWave Pictures Distribution | 2015                      |
| Predator Road Trip                                      | 2 episodios                | Varios           | Smithsonian Channel         | 2016                      |